# Algodres (Figueira de Castelo Rodrigo)
Algodres é uma localidade portuguesa do Município de Figueira de Castelo Rodrigo que foi sede da extinta Freguesia de Algodres, freguesia que tinha 30,98 km² de área e 294 habitantes (2011), e, por isso, uma densidade populacional de 9,5 hab/km².
A Freguesia de Algodres foi extinta (agregada) em 2013, no âmbito de uma reforma administrativa nacional, para, em conjunto com as Freguesias de Vale de Afonsinho e de Vilar de Amargo formar uma nova freguesia denominada União das Freguesias de Algodres, Vale de Afonsinho e Vilar de Amargo da qual é a sede.
Antigamente chamada de Nossa Senhora da Lagoa, foi freguesia no termo da vila de Castelo Rodrigo. Em 1840 pertenceu ao concelho de Almendra, extinto em 24 de Outubro de 1855, e, a partir daí passou para o concelho (atual município) de Figueira de Castelo Rodrigo.

## Património
- Fonte do Cabeço em Algodres
- Igreja Matriz de Santa Maria Maior de Algodres

## População
| Totais e grupos etários | Totais e grupos etários | Totais e grupos etários | Totais e grupos etários | Totais e grupos etários | Totais e grupos etários | Totais e grupos etários | Totais e grupos etários | Totais e grupos etários | Totais e grupos etários | Totais e grupos etários | Totais e grupos etários | Totais e grupos etários | Totais e grupos etários | Totais e grupos etários | Totais e grupos etários |
| ----------------------- | ----------------------- | ----------------------- | ----------------------- | ----------------------- | ----------------------- | ----------------------- | ----------------------- | ----------------------- | ----------------------- | ----------------------- | ----------------------- | ----------------------- | ----------------------- | ----------------------- | ----------------------- |
|                         | 1864                    | 1878                    | 1890                    | 1900                    | 1911                    | 1920                    | 1930                    | 1940                    | 1950                    | 1960                    | 1970                    | 1981                    | 1991                    | 2001                    | 2011                    |
|                         | 651                     | 740                     | 895                     | 958                     | 1 046                   | 837                     | 756                     | 943                     | 962                     | 844                     | 644                     | 573                     | 470                     | 352                     | 294                     |
| i)                      |                         |                         |                         |                         |                         |                         |                         |                         |                         |                         |                         |                         |                         | 31                      | 21                      |
| ii)                     |                         |                         |                         |                         |                         |                         |                         |                         |                         |                         |                         |                         |                         | 26                      | 16                      |
| iii)                    |                         |                         |                         |                         |                         |                         |                         |                         |                         |                         |                         |                         |                         | 159                     | 111                     |
| iv)                     |                         |                         |                         |                         |                         |                         |                         |                         |                         |                         |                         |                         |                         | 136                     | 146                     |

```
i)
 0 aos 14 anos;
 ii)
 15 aos 24 anos; 
iii)
 25 aos 64 anos; 
iv)
 65 e mais anos	
```